# Georgia en la Eurocopa 2024
La Selección de fútbol de Georgia fue uno de los 24 equipos participantes en la Eurocopa 2024, torneo que se disputó en Alemania entre el 14 de junio y el 14 de julio de 2024.
Fue la primera participación de Georgia en su historia, formó parte del Grupo F, junto a Portugal, Turquía y República Checa.

## Clasificación

### Tabla de posiciones
| Pos. | Selección | Pts. | PJ | PG | PE | PP | GF | GC | Dif. |
| ---- | --------- | ---- | -- | -- | -- | -- | -- | -- | ---- |
| 1.   | España    | 21   | 8  | 7  | 0  | 1  | 25 | 5  | +20  |
| 2.   | Escocia   | 17   | 8  | 5  | 2  | 1  | 17 | 8  | +9   |
| 3.   | Noruega   | 11   | 8  | 3  | 2  | 3  | 14 | 12 | +2   |
| 4.   | Georgia   | 8    | 8  | 2  | 2  | 4  | 12 | 18 | −6   |
| 5.   | Chipre    | 0    | 8  | 0  | 0  | 8  | 3  | 28 | −25  |

|  | Clasificados a la Eurocopa 2024. |
|  | Play-offs vía Liga de Naciones.  |

### Partidos
| Fecha                    | Ciudad     | Jornada            |         |                    | Resultado    |                       |            |
| ------------------------ | ---------- | ------------------ | ------- | ------------------ | ------------ | --------------------- | ---------- |
| 28 de marzo de 2023      | Batumi     | 2                  | Georgia | Bandera de Georgia | 1:1 (0:1)    | Bandera de Noruega    | Noruega    |
| 17 de junio de 2023      | Lárnaca    | 3                  | Chipre  | Bandera de Chipre  | 1:2 (1:1)    | Bandera de Georgia    | Georgia    |
| 20 de junio de 2023      | Glasgow    | 4                  | Escocia | Bandera de Escocia | 2:0 (1:0)    | Bandera de Georgia    | Georgia    |
| 8 de septiembre de 2023  | Tiflis     | 5                  | Georgia | Bandera de Georgia | 1:7 (0:4)    | Bandera de España     | España     |
| 12 de septiembre de 2023 | Oslo       | 6                  | Noruega | Bandera de Noruega | 2:1 (2:0)    | Bandera de Georgia    | Georgia    |
| 15 de octubre de 2023    | Tiflis     | 8                  | Georgia | Bandera de Georgia | 4:0 (0:0)    | Bandera de Chipre     | Chipre     |
| 16 de noviembre de 2023  | Tiflis     | 9                  | Polonia | Bandera de Georgia | 2:2 (1:0)    | Bandera de Escocia    | Escocia    |
| 19 de noviembre de 2023  | Valladolid | 10                 | España  | Bandera de España  | 3:1 (1:1)    | Bandera de Georgia    | Georgia    |
| 21 de marzo de 2024      | Tiflis     | Ruta C - Semifinal | Georgia | Bandera de Georgia | 2:0 (1:0)    | Bandera de Luxemburgo | Luxemburgo |
| 26 de marzo de 2024      | Tiflis     | Ruta C - Final     | Georgia | Bandera de Georgia | 0:0 (4:2 p.) | Bandera de Grecia     | Grecia     |

### Goleadores
| N.°   | Jugador               | Anotado | PJ | Prom. | Jugada | Cabeza | TL | Penal |
| ----- | --------------------- | ------- | -- | ----- | ------ | ------ | -- | ----- |
| 1     | Khvicha Kvaratskhelia | 4       | 9  | 0.44  | 4      | 0      | 0  | 0     |
| 2     | Budu Zivzivadze       | 3       | 8  | 0.38  | 3      | 0      | 0  | 0     |
|       | Georges Mikautadze    | 3       | 10 | 0.3   | 2      | 0      | 0  | 1     |
| 3     | Levan Shengelia       | 1       | 4  | 0.25  | 1      | 0      | 0  | 0     |
|       | Otar Kiteishvili      | 1       | 7  | 0.14  | 1      | 0      | 0  | 0     |
|       | Giorgi Chakvetadze    | 1       | 8  | 0.13  | 1      | 0      | 0  | 0     |
|       | Zuriko Davitashvili   | 1       | 10 | 0.1   | 1      | 0      | 0  | 0     |
| Total | Total                 | 14      | 10 | 1.4   | 13     | 0      | 0  | 1     |

## Preparación

### Amistosos previos
| Fecha              | Ciudad    | Competición |            |                       | Resultado |                    |         |
| ------------------ | --------- | ----------- | ---------- | --------------------- | --------- | ------------------ | ------- |
| 9 de junio de 2024 | Podgorica | Amistoso    | Montenegro | Bandera de Montenegro | 1:3 (0:2) | Bandera de Georgia | Georgia |

## Plantel

### Lista de convocados
Entrenador:  Willy Sagnol
El 22 de mayo de 2024, se dio a conocer la lista final de 26 jugadores. Sin embargo, dos días después, el 24 de mayo; Jaba Kankava anunció mediante sus redes sociales que desistió de su participación por motivos personales y fue sustituido por Gabriel Sigua.
| No. | Pos. | Jugador               | Fecha de nacimiento (edad)         | Apa. | Goles | Club                             |
| --- | ---- | --------------------- | ---------------------------------- | ---- | ----- | -------------------------------- |
| 1   | POR  | Giorgi Loria          | 27 de enero de 1986 (38 años)      | 78   | 0     | S. K. Dinamo Tiflis              |
| 2   | DEF  | Otar Kakabadze        | 27 de junio de 1995 (28 años)      | 61   | 0     | K. S. Cracovia                   |
| 3   | DEF  | Lasha Dvali           | 14 de mayo de 1995 (29 años)       | 32   | 1     | APOEL                            |
| 4   | DEF  | Guram Kashia          | 4 de abril de 1987 (37 años)       | 113  | 3     | Š. K. Slovan Bratislava          |
| 5   | DEF  | Solomon Kvirkvelia    | 6 de febrero de 1992 (32 años)     | 58   | 0     | Al-Okhdood C.                    |
| 6   | MED  | Giorgi Kochorashvili  | 19 de junio de 1999 (24 años)      | 8    | 0     | Levante U. D.                    |
| 7   | DEL  | Khvicha Kvaratskhelia | 12 de febrero de 2001 (23 años)    | 30   | 15    | S. S. C. Napoli                  |
| 8   | DEL  | Budu Zivzivadze       | 10 de marzo de 1994 (30 años)      | 26   | 8     | Karlsruher S. C.                 |
| 9   | MED  | Zuriko Davitashvili   | 15 de febrero de 2001 (23 años)    | 35   | 6     | F. C. Girondins de Burdeos       |
| 10  | MED  | Giorgi Chakvetadze    | 29 de agosto de 1999 (24 años)     | 25   | 8     | Watford F. C.                    |
| 11  | DEL  | Giorgi Kvilitaia      | 1 de octubre de 1993 (30 años)     | 37   | 6     | APOEL                            |
| 12  | POR  | Luka Gugeshashvili    | 29 de abril de 1999 (25 años)      | 1    | 0     | Qarabağ F. K.                    |
| 13  | DEF  | Giorgi Gocholeishvili | 14 de febrero de 2001 (23 años)    | 8    | 0     | F. K. Shakhtar Donetsk           |
| 14  | DEF  | Luka Lochoshvili      | 29 de mayo de 1998 (26 años)       | 10   | 1     | U. S. Cremonese                  |
| 15  | DEF  | Giorgi Gvelesiani     | 5 de abril de 1991 (33 años)       | 1    | 0     | Persépolis F. C.                 |
| 16  | MED  | Nika Kvekveskiri      | 29 de mayo de 1992 (32 años)       | 60   | 0     | K. K. S. Lech Poznań             |
| 17  | MED  | Otar Kiteishvili      | 26 de marzo de 1996 (28 años)      | 37   | 3     | S. K. Sturm Graz                 |
| 18  | MED  | Sandro Altunashvili   | 19 de mayo de 1997 (27 años)       | 5    | 0     | Wolfsberger A. C.                |
| 19  | MED  | Levan Shengelia       | 27 de octubre de 1995 (28 años)    | 17   | 1     | Panetolikos F. C.                |
| 20  | MED  | Anzor Mekvabishvili   | 5 de junio de 2001 (23 años)       | 14   | 0     | Universitatea Craiova 1948 C. S. |
| 21  | MED  | Giorgi Tsitaishvili   | 18 de noviembre de 2000 (23 años)  | 17   | 1     | F. C. Dinamo Batumi              |
| 22  | DEL  | Georges Mikautadze    | 31 de octubre de 2000 (23 años)    | 25   | 10    | F. C. Metz                       |
| 23  | MED  | Saba Lobzhanidze      | 18 de diciembre de 1994 (29 años)  | 36   | 3     | Atlanta United F. C.             |
| 24  | DEF  | Jemal Tabidze         | 18 de marzo de 1996 (28 años)      | 15   | 1     | Panetolikos F. C.                |
| 25  | POR  | Giorgi Mamardashvili  | 29 de septiembre de 2000 (23 años) | 17   | 0     | Valencia C. F.                   |
| 26  | MED  | Gabriel Sigua         | 30 de junio de 2005 (18 años)      | 2    | 0     | F. C. Basilea                    |

## Participación
- Los horarios corresponden al horario de verano europeo (UTC+2).

### Partidos
| Fecha       | Ciudad        | Instancia        |         |                    | Resultado |                            |                 |
| ----------- | ------------- | ---------------- | ------- | ------------------ | --------- | -------------------------- | --------------- |
| 18 de junio | Dortmund      | Fase de grupos   | Turquía | Bandera de Turquía | 3:1 (1:1) | Bandera de Georgia         | Georgia         |
| 22 de junio | Hamburgo      | Fase de grupos   | Georgia | Bandera de Georgia | 1:1 (1:0) | Bandera de República Checa | República Checa |
| 26 de junio | Gelsenkirchen | Fase de grupos   | Georgia | Bandera de Georgia | 2:0 (1:0) | Bandera de Portugal        | Portugal        |
| 29 de junio | Colonia       | Octavos de final | España  | Bandera de España  | 4:1 (1:1) | Bandera de Georgia         | Georgia         |

### Fase de grupos - Grupo F
| Selección       | Pts | PJ | PG | PE | PP | GF | GC | Dif |
| --------------- | --- | -- | -- | -- | -- | -- | -- | --- |
| Portugal        | 6   | 3  | 2  | 0  | 1  | 5  | 3  | +2  |
| Turquía         | 6   | 3  | 2  | 0  | 1  | 5  | 5  | 0   |
| Georgia         | 4   | 3  | 1  | 1  | 1  | 4  | 4  | 0   |
| República Checa | 1   | 3  | 0  | 1  | 2  | 3  | 5  | –2  |

|  | Clasificados a los octavos de final. |

#### Turquía vs. Georgia
| Jornada 1; 18 de junio | Turquía                                     | 3:1 (1:1) | Georgia          | BVB Stadion Dortmund, Dortmund                                                     |                                                                                    |
| 18:00 (UTC+2)          | - Müldür 25' - Güler 65' - Aktürkoğlu 90+7' | Reporte   | - Mikautadze 32' | Asistencia: 59 127 espectadores Árbitro(s): Facundo Tello VAR: Alejandro Hernández | Asistencia: 59 127 espectadores Árbitro(s): Facundo Tello VAR: Alejandro Hernández |

| 1          | Guardameta     | Mert Günok          |       |
| 18         | Defensa        | Mert Müldür         | 85'   |
| 4          | Defensa        | Samet Akaydin       |       |
| 14         | Defensa        | Abdülkerim Bardakcı |       |
| 20         | Defensa        | Ferdi Kadıoğlu      |       |
| 22         | Centrocampista | Kaan Ayhan          | 79'   |
| 10         | Centrocampista | Hakan Çalhanoğlu    | 90+2' |
| 8          | Centrocampista | Arda Güler          | 79'   |
| 6          | Centrocampista | Orkun Kökçü         |       |
| 19         | Centrocampista | Kenan Yıldız        | 85'   |
| 21         | Delantero      | Barış Alper Yılmaz  |       |
| Entrenador | Entrenador     | Vincenzo Montella   |       |

| 25         | Guardameta     | Giorgi Mamardashvili  |     |
| 2          | Defensa        | Otar Kakabadze        |     |
| 5          | Defensa        | Solomon Kvirkvelia    | 85' |
| 4          | Defensa        | Guram Kashia          |     |
| 3          | Defensa        | Lasha Dvali           |     |
| 21         | Defensa        | Giorgi Tsitaishvili   | 74' |
| 6          | Centrocampista | Giorgi Kochorashvili  |     |
| 20         | Centrocampista | Anzor Mekvabishvili   | 89' |
| 10         | Centrocampista | Giorgi Chakvetadze    | 74' |
| 22         | Delantero      | Georges Mikautadze    |     |
| 7          | Delantero      | Khvicha Kvaratskhelia |     |
| Entrenador | Entrenador     | Willy Sagnol          |     |

| 11 | Centrocampista | Yusuf Yazıcı     | 79'   |
| 3  | Defensa        | Merih Demiral    | 79'   |
| 7  | Delantero      | Kerem Aktürkoğlu | 85'   |
| 2  | Defensa        | Zeki Çelik       | 85'   |
| 15 | Centrocampista | Salih Özcan      | 90+2' |

| 9  | Centrocampista | Zuriko Davitashvili | 74' |
| 14 | Defensa        | Luka Lochoshvili    | 74' |
| 8  | Delantero      | Budu Zivzivadze     | 85' |
| 18 | Centrocampista | Sandro Altunashvili | 89' |

| Anotado | 25'   | Mert Müldür      | 1:0 |
| Anotado | 65'   | Arda Güler       | 2:1 |
| Anotado | 90+7' | Kerem Aktürkoğlu | 3:1 |

| Anotado | 32' | Georges Mikautadze | 1:1 |

| Amonestado | 35' | Abdülkerim Bardakcı |
| Amonestado | 89' | Hakan Çalhanoğlu    |

| Amonestado | 55' | Solomon Kvirkvelia |

| Árbitro             | Facundo Tello                 |
| Árbitros asistentes | Gabriel Chade                 |
| Árbitros asistentes | Ezequiel Brailovsky           |
| Cuarto árbitro      | Donatas Rumšas                |
| Quinto árbitro      | Aleksandr Radiuš              |
| VAR                 | Alejandro Hernández Hernández |
| Adicional VAR       | Juan Martínez Munuera         |
| Adicional VAR       | David Coote                   |

| 1          | Guardameta     | Mert Günok          |       |
| 18         | Defensa        | Mert Müldür         | 85'   |
| 4          | Defensa        | Samet Akaydin       |       |
| 14         | Defensa        | Abdülkerim Bardakcı |       |
| 20         | Defensa        | Ferdi Kadıoğlu      |       |
| 22         | Centrocampista | Kaan Ayhan          | 79'   |
| 10         | Centrocampista | Hakan Çalhanoğlu    | 90+2' |
| 8          | Centrocampista | Arda Güler          | 79'   |
| 6          | Centrocampista | Orkun Kökçü         |       |
| 19         | Centrocampista | Kenan Yıldız        | 85'   |
| 21         | Delantero      | Barış Alper Yılmaz  |       |
| Entrenador | Entrenador     | Vincenzo Montella   |       |

| 25         | Guardameta     | Giorgi Mamardashvili  |     |
| 2          | Defensa        | Otar Kakabadze        |     |
| 5          | Defensa        | Solomon Kvirkvelia    | 85' |
| 4          | Defensa        | Guram Kashia          |     |
| 3          | Defensa        | Lasha Dvali           |     |
| 21         | Defensa        | Giorgi Tsitaishvili   | 74' |
| 6          | Centrocampista | Giorgi Kochorashvili  |     |
| 20         | Centrocampista | Anzor Mekvabishvili   | 89' |
| 10         | Centrocampista | Giorgi Chakvetadze    | 74' |
| 22         | Delantero      | Georges Mikautadze    |     |
| 7          | Delantero      | Khvicha Kvaratskhelia |     |
| Entrenador | Entrenador     | Willy Sagnol          |     |

| 11 | Centrocampista | Yusuf Yazıcı     | 79'   |
| 3  | Defensa        | Merih Demiral    | 79'   |
| 7  | Delantero      | Kerem Aktürkoğlu | 85'   |
| 2  | Defensa        | Zeki Çelik       | 85'   |
| 15 | Centrocampista | Salih Özcan      | 90+2' |

| 9  | Centrocampista | Zuriko Davitashvili | 74' |
| 14 | Defensa        | Luka Lochoshvili    | 74' |
| 8  | Delantero      | Budu Zivzivadze     | 85' |
| 18 | Centrocampista | Sandro Altunashvili | 89' |

| Anotado | 25'   | Mert Müldür      | 1:0 |
| Anotado | 65'   | Arda Güler       | 2:1 |
| Anotado | 90+7' | Kerem Aktürkoğlu | 3:1 |

| Anotado | 32' | Georges Mikautadze | 1:1 |

| Amonestado | 35' | Abdülkerim Bardakcı |
| Amonestado | 89' | Hakan Çalhanoğlu    |

| Amonestado | 55' | Solomon Kvirkvelia |

| Árbitro             | Facundo Tello                 |
| Árbitros asistentes | Gabriel Chade                 |
| Árbitros asistentes | Ezequiel Brailovsky           |
| Cuarto árbitro      | Donatas Rumšas                |
| Quinto árbitro      | Aleksandr Radiuš              |
| VAR                 | Alejandro Hernández Hernández |
| Adicional VAR       | Juan Martínez Munuera         |
| Adicional VAR       | David Coote                   |

| Estadísticas      | Bandera de Turquía | Bandera de Georgia |
| Tiros             | 22                 | 15                 |
| Tiros a puerta    | 8                  | 4                  |
| Faltas            | 10                 | 7                  |
| Saques de esquina | 5                  | 5                  |
| Penaltis          | 0                  | 0                  |
| Fueras de juego   | 2                  | 1                  |
| Posesión de balón | 52%                | 48%                |

#### Georgia vs. República Checa
| Jornada 2; 22 de junio | Georgia                   | 1:1 (1:0) | República Checa | Volksparkstadion, Hamburgo                                                  |                                                                             |
| 15:00 (UTC+2)          | - Mikautadze 45+4' (pen.) | Reporte   | - Schick 59'    | Asistencia: 46 524 espectadores Árbitro(s): Daniel Siebert VAR: Marco Fritz | Asistencia: 46 524 espectadores Árbitro(s): Daniel Siebert VAR: Marco Fritz |

| 25         | Guardameta     | Giorgi Mamardashvili  |     |
| 5          | Defensa        | Solomon Kvirkvelia    | 82' |
| 4          | Defensa        | Guram Kashia          |     |
| 3          | Defensa        | Lasha Dvali           |     |
| 21         | Centrocampista | Giorgi Tsitaishvili   | 62' |
| 9          | Centrocampista | Zuriko Davitashvili   | 62' |
| 20         | Centrocampista | Anzor Mekvabishvili   |     |
| 6          | Centrocampista | Giorgi Kochorashvili  |     |
| 2          | Centrocampista | Otar Kakabadze        |     |
| 22         | Delantero      | Georges Mikautadze    | 88' |
| 7          | Delantero      | Khvicha Kvaratskhelia | 82' |
| Entrenador | Entrenador     | Willy Sagnol          |     |

| 1          | Guardameta     | Jindřich Staněk |     |
| 3          | Defensa        | Tomáš Holeš     |     |
| 4          | Defensa        | Robin Hranáč    |     |
| 18         | Defensa        | Ladislav Krejčí |     |
| 5          | Centrocampista | Vladimír Coufal |     |
| 14         | Centrocampista | Lukáš Provod    | 81' |
| 22         | Centrocampista | Tomáš Souček    |     |
| 15         | Centrocampista | David Jurásek   | 81' |
| 17         | Delantero      | Václav Černý    | 55' |
| 10         | Delantero      | Patrik Schick   | 68' |
| 9          | Delantero      | Adam Hložek     | 55' |
| Entrenador | Entrenador     | Ivan Hašek      |     |

| 14 | Defensa        | Luka Lochoshvili   | 62' |
| 10 | Centrocampista | Giorgi Chakvetadze | 62' |
| 15 | Defensa        | Giorgi Gvelesiani  | 82' |
| 23 | Centrocampista | Saba Lobzhanidze   | 82' |
| 11 | Delantero      | Giorgi Kvilitaia   | 88' |

| 26 | Centrocampista | Matěj Jurásek | 55' |
| 20 | Centrocampista | Ondřej Lingr  | 55' |
| 13 | Delantero      | Mojmír Chytil | 68' |
| 7  | Centrocampista | Antonín Barák | 81' |
| 8  | Centrocampista | Petr Ševčík   | 81' |

| Anotado · Penal | 45+4' | Georges Mikautadze | 1:0 |

| Anotado | 59' | Patrik Schick | 1:1 |

| Amonestado | 36'   | Guram Kashia         |
| Amonestado | 82'   | Giorgi Gvelesiani    |
| Amonestado | 83'   | Anzor Mekvabishvili  |
| Amonestado | 90+5' | Giorgi Kochorashvili |

| Amonestado | 18' | Vladimír Coufal |
| Amonestado | 40' | Lukáš Provod    |
| Amonestado | 47' | David Jurásek   |
| Amonestado | 53' | Tomáš Holeš     |
| Amonestado | 81' | Tomáš Souček    |

| Árbitro             | Daniel Siebert       |
| Árbitros asistentes | Jan Seidel           |
| Árbitros asistentes | Rafael Foltyn        |
| Cuarto árbitro      | Irfan Peljto         |
| Quinto árbitro      | Senad Ibrišimbegović |
| VAR                 | Marco Fritz          |
| Adicional VAR       | David Coote          |
| Adicional VAR       | Pol van Boekel       |

| 25         | Guardameta     | Giorgi Mamardashvili  |     |
| 5          | Defensa        | Solomon Kvirkvelia    | 82' |
| 4          | Defensa        | Guram Kashia          |     |
| 3          | Defensa        | Lasha Dvali           |     |
| 21         | Centrocampista | Giorgi Tsitaishvili   | 62' |
| 9          | Centrocampista | Zuriko Davitashvili   | 62' |
| 20         | Centrocampista | Anzor Mekvabishvili   |     |
| 6          | Centrocampista | Giorgi Kochorashvili  |     |
| 2          | Centrocampista | Otar Kakabadze        |     |
| 22         | Delantero      | Georges Mikautadze    | 88' |
| 7          | Delantero      | Khvicha Kvaratskhelia | 82' |
| Entrenador | Entrenador     | Willy Sagnol          |     |

| 1          | Guardameta     | Jindřich Staněk |     |
| 3          | Defensa        | Tomáš Holeš     |     |
| 4          | Defensa        | Robin Hranáč    |     |
| 18         | Defensa        | Ladislav Krejčí |     |
| 5          | Centrocampista | Vladimír Coufal |     |
| 14         | Centrocampista | Lukáš Provod    | 81' |
| 22         | Centrocampista | Tomáš Souček    |     |
| 15         | Centrocampista | David Jurásek   | 81' |
| 17         | Delantero      | Václav Černý    | 55' |
| 10         | Delantero      | Patrik Schick   | 68' |
| 9          | Delantero      | Adam Hložek     | 55' |
| Entrenador | Entrenador     | Ivan Hašek      |     |

| 14 | Defensa        | Luka Lochoshvili   | 62' |
| 10 | Centrocampista | Giorgi Chakvetadze | 62' |
| 15 | Defensa        | Giorgi Gvelesiani  | 82' |
| 23 | Centrocampista | Saba Lobzhanidze   | 82' |
| 11 | Delantero      | Giorgi Kvilitaia   | 88' |

| 26 | Centrocampista | Matěj Jurásek | 55' |
| 20 | Centrocampista | Ondřej Lingr  | 55' |
| 13 | Delantero      | Mojmír Chytil | 68' |
| 7  | Centrocampista | Antonín Barák | 81' |
| 8  | Centrocampista | Petr Ševčík   | 81' |

| Anotado · Penal | 45+4' | Georges Mikautadze | 1:0 |

| Anotado | 59' | Patrik Schick | 1:1 |

| Amonestado | 36'   | Guram Kashia         |
| Amonestado | 82'   | Giorgi Gvelesiani    |
| Amonestado | 83'   | Anzor Mekvabishvili  |
| Amonestado | 90+5' | Giorgi Kochorashvili |

| Amonestado | 18' | Vladimír Coufal |
| Amonestado | 40' | Lukáš Provod    |
| Amonestado | 47' | David Jurásek   |
| Amonestado | 53' | Tomáš Holeš     |
| Amonestado | 81' | Tomáš Souček    |

| Árbitro             | Daniel Siebert       |
| Árbitros asistentes | Jan Seidel           |
| Árbitros asistentes | Rafael Foltyn        |
| Cuarto árbitro      | Irfan Peljto         |
| Quinto árbitro      | Senad Ibrišimbegović |
| VAR                 | Marco Fritz          |
| Adicional VAR       | David Coote          |
| Adicional VAR       | Pol van Boekel       |

| Estadísticas      | Bandera de Georgia | Bandera de República Checa |
| Tiros             | 5                  | 26                         |
| Tiros a puerta    | 1                  | 11                         |
| Faltas            | 12                 | 17                         |
| Saques de esquina | 5                  | 11                         |
| Penaltis          | 1                  | 0                          |
| Fueras de juego   | 0                  | 1                          |
| Posesión de balón | 45%                | 55%                        |

#### Georgia vs. Portugal
| Jornada 3; 26 de junio | Georgia                                    | 2:0 (1:0) | Portugal | Arena AufSchalke, Gelsenkirchen                                            |                                                                            |
| 21:00 (UTC+2)          | - Kvaratskhelia 2' - Mikautadze 57' (pen.) | Reporte   |          | Asistencia: 49 616 espectadores Árbitro(s): Sandro Schärer VAR: Fedayi San | Asistencia: 49 616 espectadores Árbitro(s): Sandro Schärer VAR: Fedayi San |

| 25         | Guardameta     | Giorgi Mamardashvili  |     |
| 2          | Defensa        | Otar Kakabadze        |     |
| 15         | Defensa        | Giorgi Gvelesiani     | 76' |
| 4          | Defensa        | Guram Kashia          |     |
| 14         | Defensa        | Luka Lochoshvili      | 63' |
| 3          | Defensa        | Lasha Dvali           |     |
| 10         | Centrocampista | Giorgi Chakvetadze    | 81' |
| 6          | Centrocampista | Giorgi Kochorashvili  |     |
| 17         | Centrocampista | Otar Kiteishvili      |     |
| 22         | Delantero      | Georges Mikautadze    |     |
| 7          | Delantero      | Khvicha Kvaratskhelia | 81' |
| Entrenador | Entrenador     | Willy Sagnol          |     |

| 22         | Guardameta     | Diogo Costa         |     |
| 24         | Defensa        | António Silva       | 66' |
| 13         | Defensa        | Danilo Pereira      |     |
| 14         | Defensa        | Gonçalo Inácio      |     |
| 5          | Centrocampista | Diogo Dalot         |     |
| 15         | Centrocampista | João Neves          | 75' |
| 26         | Centrocampista | Francisco Conceição |     |
| 6          | Centrocampista | João Palhinha       | 46' |
| 25         | Centrocampista | Pedro Neto          | 75' |
| 7          | Delantero      | Cristiano Ronaldo   | 66' |
| 11         | Delantero      | João Félix          |     |
| Entrenador | Entrenador     | Roberto Martínez    |     |

| 21 | Centrocampista | Giorgi Tsitaishvili | 63' |
| 5  | Defensa        | Solomon Kvirkvelia  | 76' |
| 20 | Centrocampista | Anzor Mekvabishvili | 81' |
| 9  | Centrocampista | Zuriko Davitashvili | 81' |

| 18 | Centrocampista | Rúben Neves   | 46' |
| 9  | Delantero      | Gonçalo Ramos | 66' |
| 2  | Defensa        | Nélson Semedo | 66' |
| 21 | Delantero      | Diogo Jota    | 75' |
| 16 | Centrocampista | Matheus Nunes | 75' |

| Anotado         | 2'  | Khvicha Kvaratskhelia | 1:0 |
| Anotado · Penal | 57' | Georges Mikautadze    | 2:0 |

| Amonestado | 85' | Anzor Mekvabishvili |

| Amonestado | 28' | Cristiano Ronaldo |
| Amonestado | 44' | Pedro Neto        |
| Amonestado | 53' | Rúben Neves       |

| Árbitro             | Sandro Schärer   |
| Árbitros asistentes | Stefan Lupp      |
| Árbitros asistentes | Bekim Zogaj      |
| Cuarto árbitro      | Mykola Balakin   |
| Quinto árbitro      | Oleksandr Berkut |
| VAR                 | Fedayi San       |
| Adicional VAR       | Willy Delajod    |
| Adicional VAR       | Jérôme Brisard   |

| 25         | Guardameta     | Giorgi Mamardashvili  |     |
| 2          | Defensa        | Otar Kakabadze        |     |
| 15         | Defensa        | Giorgi Gvelesiani     | 76' |
| 4          | Defensa        | Guram Kashia          |     |
| 14         | Defensa        | Luka Lochoshvili      | 63' |
| 3          | Defensa        | Lasha Dvali           |     |
| 10         | Centrocampista | Giorgi Chakvetadze    | 81' |
| 6          | Centrocampista | Giorgi Kochorashvili  |     |
| 17         | Centrocampista | Otar Kiteishvili      |     |
| 22         | Delantero      | Georges Mikautadze    |     |
| 7          | Delantero      | Khvicha Kvaratskhelia | 81' |
| Entrenador | Entrenador     | Willy Sagnol          |     |

| 22         | Guardameta     | Diogo Costa         |     |
| 24         | Defensa        | António Silva       | 66' |
| 13         | Defensa        | Danilo Pereira      |     |
| 14         | Defensa        | Gonçalo Inácio      |     |
| 5          | Centrocampista | Diogo Dalot         |     |
| 15         | Centrocampista | João Neves          | 75' |
| 26         | Centrocampista | Francisco Conceição |     |
| 6          | Centrocampista | João Palhinha       | 46' |
| 25         | Centrocampista | Pedro Neto          | 75' |
| 7          | Delantero      | Cristiano Ronaldo   | 66' |
| 11         | Delantero      | João Félix          |     |
| Entrenador | Entrenador     | Roberto Martínez    |     |

| 21 | Centrocampista | Giorgi Tsitaishvili | 63' |
| 5  | Defensa        | Solomon Kvirkvelia  | 76' |
| 20 | Centrocampista | Anzor Mekvabishvili | 81' |
| 9  | Centrocampista | Zuriko Davitashvili | 81' |

| 18 | Centrocampista | Rúben Neves   | 46' |
| 9  | Delantero      | Gonçalo Ramos | 66' |
| 2  | Defensa        | Nélson Semedo | 66' |
| 21 | Delantero      | Diogo Jota    | 75' |
| 16 | Centrocampista | Matheus Nunes | 75' |

| Anotado         | 2'  | Khvicha Kvaratskhelia | 1:0 |
| Anotado · Penal | 57' | Georges Mikautadze    | 2:0 |

| Amonestado | 85' | Anzor Mekvabishvili |

| Amonestado | 28' | Cristiano Ronaldo |
| Amonestado | 44' | Pedro Neto        |
| Amonestado | 53' | Rúben Neves       |

| Árbitro             | Sandro Schärer   |
| Árbitros asistentes | Stefan Lupp      |
| Árbitros asistentes | Bekim Zogaj      |
| Cuarto árbitro      | Mykola Balakin   |
| Quinto árbitro      | Oleksandr Berkut |
| VAR                 | Fedayi San       |
| Adicional VAR       | Willy Delajod    |
| Adicional VAR       | Jérôme Brisard   |

| Estadísticas      | Bandera de Georgia | Bandera de Portugal |
| Tiros             | 7                  | 23                  |
| Tiros a puerta    | 3                  | 5                   |
| Faltas            | 6                  | 11                  |
| Saques de esquina | 1                  | 11                  |
| Penaltis          | 1                  | 0                   |
| Fueras de juego   | 0                  | 1                   |
| Posesión de balón | 32%                | 68%                 |

### Octavos de final

#### España vs. Georgia
| Octavos de final; 30 de junio | España                                                  | 4:1 (1:1) | Georgia                 | Cologne Stadium, Colonia                                                          |                                                                                   |
| 21:00 (UTC+2)                 | - Rodri 39' - Fabián Ruiz 51' - Williams 75' - Olmo 83' | Reporte   | - Le Normand 18' (a.g.) | Asistencia: 42 233 espectadores Árbitro(s): François Letexier VAR: Jérôme Brisard | Asistencia: 42 233 espectadores Árbitro(s): François Letexier VAR: Jérôme Brisard |

| 23         | Guardameta     | Unai Simón        |     |
| 2          | Defensa        | Dani Carvajal     | 81' |
| 3          | Defensa        | Robin Le Normand  |     |
| 14         | Defensa        | Aymeric Laporte   |     |
| 24         | Defensa        | Marc Cucurella    | 66' |
| 20         | Centrocampista | Pedri             | 52' |
| 16         | Centrocampista | Rodri             |     |
| 8          | Centrocampista | Fabián            | 81' |
| 19         | Delantero      | Lamine Yamal      |     |
| 7          | Delantero      | Álvaro Morata     | 67' |
| 17         | Delantero      | Nico Williams     |     |
| Entrenador | Entrenador     | Luis de la Fuente |     |

| 25         | Guardameta     | Giorgi Mamardashvili  |     |
| 2          | Defensa        | Otar Kakabadze        |     |
| 15         | Defensa        | Giorgi Gvelesiani     | 79' |
| 4          | Defensa        | Guram Kashia          |     |
| 3          | Defensa        | Lasha Dvali           |     |
| 14         | Defensa        | Luka Lochoshvili      | 63' |
| 10         | Centrocampista | Giorgi Chakvetadze    | 63' |
| 17         | Centrocampista | Otar Kiteishvili      | 41' |
| 6          | Centrocampista | Giorgi Kochorashvili  |     |
| 22         | Delantero      | Georges Mikautadze    | 79' |
| 7          | Delantero      | Khvicha Kvaratskhelia |     |
| Entrenador | Entrenador     | Willy Sagnol          |     |

| 10 | Delantero      | Dani Olmo          | 52' |
| 12 | Defensa        | Alejandro Grimaldo | 66' |
| 21 | Centrocampista | Mikel Oyarzabal    | 67' |
| 22 | Defensa        | Jesús Navas        | 81' |
| 6  | Centrocampista | Mikel Merino       | 81' |

| 18 | Centrocampista | Sandro Altunashvili | 41' |
| 21 | Delantero      | Giorgi Tsitaishvili | 63' |
| 9  | Centrocampista | Zuriko Davitashvili | 63' |
| 16 | Centrocampista | Nika Kvekveskiri    | 79' |
| 8  | Delantero      | Budu Zivzivadze     | 79' |

| Anotado | 39' | Rodri Hernández  | 1:1 |
| Anotado | 51' | Fabián Ruiz Peña | 2:1 |
| Anotado | 75' | Nico Williams    | 3:1 |
| Anotado | 83' | Dani Olmo        | 4:1 |

| Anotado · Autogol | 18' | Robin Le Normand | 0:1 |

| Amonestado | 44' | Álvaro Morata |

| Amonestado | 71' | Zuriko Davitashvili |

| Árbitro                                            | François Letexier |
| Árbitros asistentes                                | Cyril Mugnier     |
| Árbitros asistentes                                | Mehdi Rahmouni    |
| Cuarto árbitro                                     | Serdar Gözübüyük  |
| Quinto árbitro                                     | Johan Balder      |
| Árbitro asistente de video                         | Jérôme Brisard    |
| Árbitros asistentes del árbitro asistente de video | Willy Delajod     |
| Árbitros asistentes del árbitro asistente de video | Paolo Valeri      |

| 23         | Guardameta     | Unai Simón        |     |
| 2          | Defensa        | Dani Carvajal     | 81' |
| 3          | Defensa        | Robin Le Normand  |     |
| 14         | Defensa        | Aymeric Laporte   |     |
| 24         | Defensa        | Marc Cucurella    | 66' |
| 20         | Centrocampista | Pedri             | 52' |
| 16         | Centrocampista | Rodri             |     |
| 8          | Centrocampista | Fabián            | 81' |
| 19         | Delantero      | Lamine Yamal      |     |
| 7          | Delantero      | Álvaro Morata     | 67' |
| 17         | Delantero      | Nico Williams     |     |
| Entrenador | Entrenador     | Luis de la Fuente |     |

| 25         | Guardameta     | Giorgi Mamardashvili  |     |
| 2          | Defensa        | Otar Kakabadze        |     |
| 15         | Defensa        | Giorgi Gvelesiani     | 79' |
| 4          | Defensa        | Guram Kashia          |     |
| 3          | Defensa        | Lasha Dvali           |     |
| 14         | Defensa        | Luka Lochoshvili      | 63' |
| 10         | Centrocampista | Giorgi Chakvetadze    | 63' |
| 17         | Centrocampista | Otar Kiteishvili      | 41' |
| 6          | Centrocampista | Giorgi Kochorashvili  |     |
| 22         | Delantero      | Georges Mikautadze    | 79' |
| 7          | Delantero      | Khvicha Kvaratskhelia |     |
| Entrenador | Entrenador     | Willy Sagnol          |     |

| 10 | Delantero      | Dani Olmo          | 52' |
| 12 | Defensa        | Alejandro Grimaldo | 66' |
| 21 | Centrocampista | Mikel Oyarzabal    | 67' |
| 22 | Defensa        | Jesús Navas        | 81' |
| 6  | Centrocampista | Mikel Merino       | 81' |

| 18 | Centrocampista | Sandro Altunashvili | 41' |
| 21 | Delantero      | Giorgi Tsitaishvili | 63' |
| 9  | Centrocampista | Zuriko Davitashvili | 63' |
| 16 | Centrocampista | Nika Kvekveskiri    | 79' |
| 8  | Delantero      | Budu Zivzivadze     | 79' |

| Anotado | 39' | Rodri Hernández  | 1:1 |
| Anotado | 51' | Fabián Ruiz Peña | 2:1 |
| Anotado | 75' | Nico Williams    | 3:1 |
| Anotado | 83' | Dani Olmo        | 4:1 |

| Anotado · Autogol | 18' | Robin Le Normand | 0:1 |

| Amonestado | 44' | Álvaro Morata |

| Amonestado | 71' | Zuriko Davitashvili |

| Árbitro                                            | François Letexier |
| Árbitros asistentes                                | Cyril Mugnier     |
| Árbitros asistentes                                | Mehdi Rahmouni    |
| Cuarto árbitro                                     | Serdar Gözübüyük  |
| Quinto árbitro                                     | Johan Balder      |
| Árbitro asistente de video                         | Jérôme Brisard    |
| Árbitros asistentes del árbitro asistente de video | Willy Delajod     |
| Árbitros asistentes del árbitro asistente de video | Paolo Valeri      |

| Estadísticas      | Bandera de España | Bandera de Georgia |
| Tiros             | 36                | 4                  |
| Tiros a puerta    | 13                | 0                  |
| Faltas            | 11                | 5                  |
| Saques de esquina | 13                | 3                  |
| Penaltis          | 0                 | 0                  |
| Fueras de juego   | 3                 | 0                  |
| Posesión de balón | 72%               | 28%                |

## Estadísticas

### Participación de jugadores
| N.° | Pos        | Jugador              | PJ | Minutos jugados | Goles recibidos | Atajos | Tarjetas amarillas | Doble tarjeta amarilla y roja | Tarjetas rojas |
| --- | ---------- | -------------------- | -- | --------------- | --------------- | ------ | ------------------ | ----------------------------- | -------------- |
| 1   | Guardameta | Giorgi Loria         | 0  | 0               | 0               | 0      | 0                  | 0                             | 0              |
| 12  | Guardameta | Luka Gugeshashvili   | 0  | 0               | 0               | 0      | 0                  | 0                             | 0              |
| 25  | Guardameta | Giorgi Mamardashvili | 4  | 360             | 8               | 29     | 0                  | 0                             | 0              |

| N.° | Pos            | Jugador               | PJ | Minutos jugados | Goles | Asistencias | Tarjetas Amarillas | Doble tarjeta amarilla y roja | Tarjetas rojas |
| --- | -------------- | --------------------- | -- | --------------- | ----- | ----------- | ------------------ | ----------------------------- | -------------- |
| 2   | Defensa        | Otar Kakabadze        | 4  | 360             | 0     | 0           | 0                  | 0                             | 0              |
| 3   | Defensa        | Lasha Dvali           | 4  | 360             | 0     | 0           | 0                  | 0                             | 0              |
| 4   | Defensa        | Guram Kashia          | 4  | 360             | 0     | 0           | 1                  | 0                             | 0              |
| 5   | Defensa        | Solomon Kvirkvelia    | 3  | 181             | 0     | 0           | 1                  | 0                             | 0              |
| 6   | Centrocampista | Giorgi Kochorashvili  | 4  | 360             | 0     | 1           | 1                  | 0                             | 0              |
| 7   | Delantero      | Khvicha Kvaratskhelia | 4  | 343             | 1     | 0           | 0                  | 0                             | 0              |
| 8   | Delantero      | Budu Zivzivadze       | 2  | 17              | 0     | 0           | 0                  | 0                             | 0              |
| 9   | Centrocampista | Zuriko Davitashvili   | 4  | 114             | 0     | 0           | 1                  | 0                             | 0              |
| 10  | Centrocampista | Giorgi Chakvetadze    | 4  | 246             | 0     | 0           | 0                  | 0                             | 0              |
| 11  | Delantero      | Giorgi Kvilitaia      | 1  | 2               | 0     | 0           | 0                  | 0                             | 0              |
| 13  | Defensa        | Giorgi Gocholeishvili | 0  | 0               | 0     | 0           | 0                  | 0                             | 0              |
| 14  | Defensa        | Luka Lochoshvili      | 4  | 170             | 0     | 0           | 0                  | 0                             | 0              |
| 15  | Defensa        | Giorgi Gvelesiani     | 3  | 162             | 0     | 0           | 1                  | 0                             | 0              |
| 16  | Centrocampista | Nika Kvekveskiri      | 1  | 12              | 0     | 0           | 0                  | 0                             | 0              |
| 17  | Centrocampista | Otar Kiteishvili      | 2  | 131             | 0     | 0           | 0                  | 0                             | 0              |
| 18  | Centrocampista | Sandro Altunashvili   | 2  | 50              | 0     | 0           | 0                  | 0                             | 0              |
| 19  | Centrocampista | Levan Shengelia       | 0  | 0               | 0     | 0           | 0                  | 0                             | 0              |
| 20  | Centrocampista | Anzor Mekvabishvili   | 3  | 188             | 0     | 0           | 2                  | 0                             | 0              |
| 21  | Centrocampista | Giorgi Tsitaishvili   | 4  | 190             | 0     | 0           | 0                  | 0                             | 0              |
| 22  | Delantero      | Georges Mikautadze    | 4  | 346             | 3     | 1           | 0                  | 0                             | 0              |
| 23  | Centrocampista | Saba Lobzhanidze      | 1  | 8               | 0     | 0           | 0                  | 0                             | 0              |
| 24  | Defensa        | Jemal Tabidze         | 0  | 0               | 0     | 0           | 0                  | 0                             | 0              |
| 26  | Centrocampista | Gabriel Sigua         | 0  | 0               | 0     | 0           | 0                  | 0                             | 0              |

### Goleadores
| N.°   | Jugador               | Anotado | PJ | Prom. | Jugada | Cabeza | TL | Penal |
| ----- | --------------------- | ------- | -- | ----- | ------ | ------ | -- | ----- |
| 1     | Georges Mikautadze    | 3       | 4  | 0.75  | 1      | 0      | 0  | 2     |
| 2     | Khvicha Kvaratskhelia | 1       | 4  | 0.25  | 1      | 0      | 0  | 0     |
|       | Gol en propia puerta  | 1       | 4  | 0.25  | 1      | 0      | -  | -     |
| Total | Total                 | 5       | 4  | 1.25  | 3      | 0      | 0  | 2     |

### Asistencias
| N.°   | Jugador              | Asistencia | Jugada | Cabeza | TL | SdE |
| ----- | -------------------- | ---------- | ------ | ------ | -- | --- |
| 1     | Giorgi Kochorashvili | 1          | 1      | 0      | 0  | 0   |
|       | Georges Mikautadze   | 1          | 1      | 0      | 0  | 0   |
| Total | Total                | 2          | 2      | 0      | 0  | 0   |

### Tarjetas disciplinarias
| N.°   | Jugador              | Amonestado | Otorgado · Expulsado | Expulsado | Sanción   |
| ----- | -------------------- | ---------- | -------------------- | --------- | --------- |
| 1     | Anzor Mekvabishvili  | 2          | 0                    | 0         | 1 partido |
| 2     | Zuriko Davitashvili  | 1          | 0                    | 0         |           |
|       | Giorgi Gvelesiani    | 1          | 0                    | 0         |           |
|       | Guram Kashia         | 1          | 0                    | 0         |           |
|       | Giorgi Kochorashvili | 1          | 0                    | 0         |           |
|       | Solomon Kvirkvelia   | 1          | 0                    | 0         |           |
|       | Giorgi Loria         | 0          | 0                    | 0         | 1 partido |
| Total | Total                | 7          | 0                    | 0         |           |